# 오언 래티모어

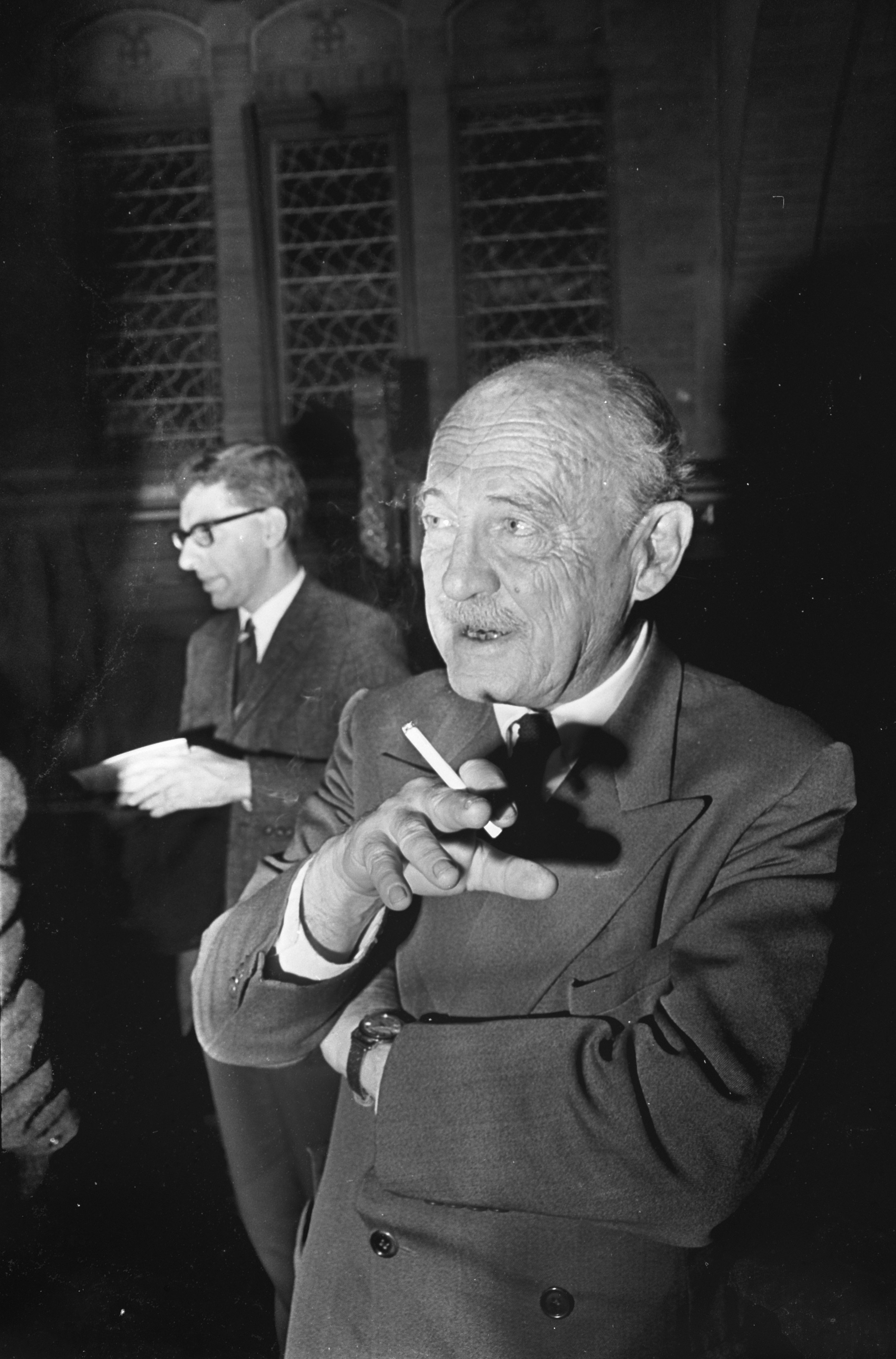
오언 래티모어. 1967년 암스테르담에서.

오언 래티모어(영어: Owen Lattimore, 1900년 7월 29일 ~ 1989년 5월 31일)는 미국의 중국학자이다. 특히 제2차 세계 대전 이후 매카시즘(적색공포)의 표적 중 한 명으로 분류되어 탄압을 받은 것으로 유명하다.

## 생애

### 초기
워싱턴 D.C. 출신이며, 어린 시절을 중국의 톈진에서 보냈다. 그의 부모인 다비드와 마가렛 래티모어는 영어 교사로써 중국의 대학교에서 일하고 있었다. (그의 형제로는 고전 번역가인 리치몬드 래티모어(Richmond Lattimore)가 있었고, 자매로는 아동 작가로 활약했던 앨리너 프랜시스 래티모어(Eleanor Frances Lattimore)가 있었다. 오언 래티모어는 교사인 어머니로부터 홈스쿨링을 받은 뒤, 12살에 중국을 떠나 스위스 로잔 근처의 주립 학교인 콜레지 클라스티크 광토날(College Classique Cantonal)에 입학하였다(1913~1914). 제1차 세계 대전 발발 이후인 1914년, 오언은 영국으로 갔으며 그곳에서 성 비즈 학교(St Bees School)에 통학하였다(1915–1919). 그곳에서 오언 래티모어는 문학, 그 중에서도 시에 관심을 보였으며 잠시 가톨릭에 귀의하기도 하였다. 그는 우수한 성적으로 옥스퍼드 대학 입학 시험에 합격하였으나, 1919년 중화민국으로 돌아왔다. 당시 그에게는 대학에 다닐 충분한 자금이 없었다.
중화민국으로 이주한 오언 래티모어는 처음에는 영어 신문사인 '베이징 톈진 타임즈(Peking and Tientsin Times / 京津泰晤士报)'에서 근무했으며, 1922년부터 1926년까지 영국 상사인 '아놀드 홀딩스(Arnhold Holdings Ltd.)'에서 일하였다. 이때의 경험은 그에게 광범위한 중국 대륙 곳곳을 답사할 수 있는 기회와 함께 아직 전근대 왕조의 유풍을 간직하고 있었던 유학자로부터 중국어를 배울 수 있는 시간을 갖게 해 주었고, 또한 무역 회사에 몸 담고 있던 시절 그의 비즈니스 관련 출장 경험은 그에게 삶의 현실과 경제에 대한 감각을 기를 수 있게 해 주었다. 오언 래티모어의 중국학자로써의 터닝 포인트는 대립 중이던 두 군벌의 노선을 통해 양털 한 묶음의 통행 여부를 협상하는 것이었는데, 이듬해 오언 래티모어는 내몽골을 가로지르는 대상(캐러번)들을 따라 신장 노선 끝까지 가는 경험을 하게 된다.
오언 래티모어가 근무하고 있던 무역 회사 아놀드 홀딩스의 경영자들은 그의 답사 여행에 보조금을 주는 것이 그들에게 경제적으로 아무 이득을 주지 못한다고 판단했지만, 그럼에도 베이징 정부와의 연락 담당자로서 오언이 그들과 함께 마지막 1년을 보내도록 내보냈다. 베이징에서 그의 답사 여행에 나서기 전, 그는 자신의 아내가 될 엘레노어 홀게이트(Eleanor Holgate)라는 여인을 만났다. 이들은 신혼여행으로 베이징에서 인도로 여행할 계획을 세웠고, 이는 육로로 시베리아를 가로지르는 20세기 전반의 거대한 위업이었다. 다만 이러한 계획은 차질을 빚었고 엘레노어 홀게이트는 자신의 남편을 찾기 위해 2월에 400마일(640km)의 거리를 말이 끄는 썰매를 타고 혼자 여행해야만 했다. 그녀는 자신의 여정을 《투르키스탄에서의 재회》(1934년)에서 묘사했고, 오언도 《투르케스탄으로 가는 사막의 길》(The Desert Road to Turkestan , 1928년), 《하이 타르타리》(High Tartary, 1930년)에서 자신의 여정을 묘사했다. 이때의 답사 여행은 몽골인을 비롯하여 다른 실크로드 민족들과 관련된 모든 문제에 대한 그의 평생의 관심의 토대가 되었다.
미국으로 돌아온 1928년, 그는 만주에서 더 많은 답사를 위한 사회과학연구위원회로부터의 지원을 받는 데 성공했고, 그 후 하버드 대학교 인류학부 대학원 학생으로서 1929년까지 통학하며 연구에 몰입하였다. 그러나 그는 박사 과정에 등록하지 않고 대신 하버드-옌칭 연구소와 존 사이먼 구겐하임 기념 재단의 지원을 받아 1930년 중국으로 돌아왔다(~1933년). 그는 중앙아시아를 답사한 공로로 1942년 영국 왕립지리학회에서 금메달을 수여받았다.

### 퍼시픽 어페어스와 태평양문제연구소
이후 1933년까지 하버드-옌칭 연구소에서 연구원으로 일하였으며, 1934년부터 1941년까지 IPR의 기관지 '퍼시픽 어페어스(Pacific Affairs)'의 주필을 맡으면서 1938년부터 미국 존스 홉킨스 대학교의 교수 겸 대학 페이지 국제 문제 연구소장으로 활동하였다.
1934년, 조계지 항구의 저널리스트 우드헤드(H.G.E. Woodhead)의 추천으로, 래티모어는 퍼시픽 어페어스(Pacific Affairs)의 편집장으로 임명되었는데, 퍼시픽 어페어스는 태평양 관계 연구소(IPR)에서 발간하던 기관지로 그가 근무하던 베이징에 위치하고 있었다. 그는 퍼시픽 어페어스를 단조로운 공식 성명보다는 '논쟁의 장'으로 만드는 것을 자신의 방침으로 삼았다. 훗날의 회고대로 그는 "자신이 너무도 반제국주의적이라고 생각했던 일본 의회와 자국의 반제국주의 노선만이 허용가능한 것이라고 생각했던 소련 의회와 계속해서 곤경에 처했다"(continually in hot water, especially with the Japan Council, which thought I was too anti-imperialist, and the Soviet Council, which thought that its own anti-imperialist line was the only permissible one....). 후술하는 바와 같이, 사람들이 훗날 래티모어의 당시 퍼시픽 어페어스에서의 방침이나 그 동기를 두고 비난한 것은 정치적(political)이기보다는 학문적이지 못한(less scholarly) 동기라는 데에 있었다. 래티모어는 광범위한 관점에서 기사를 수집했고 자신이 편집인으로 있는 저널을 특히 사회과학과 사회철학에 대한 새로운 아이디어의 장으로 만들고자 했다. 소설가 펄 벅(Pearl S. Buck) 등 대중적인 영향력과 설득력을 지닌 학자, 작가들뿐 아니라 중국의 몇몇 문인 그리고 열렬한 마르크스주의자들이 그의 기여자가 되었다.
태평양 관계 사무소의 사무총장 에드워드 카터는 소련 학자들의 참여를 간절히 원했고, 미국으로 돌아가는 길에 모스크바에서 래티모어를 초청했다. 일찍이 래티모어는 소련에 가본 적이 없었고, 소련으로부터 비자 발급을 거부당한 적도 있었으며, 그럼에도 중앙 아시아학 학계에서 뛰어난 전통을 가진 소련 학자들의 도움를 받고 싶어했지만, 또한 그는 앞서 소련의 학자들이 자신에게 가한 공격들(래티모어를 두고 "그의 스콜라시즘은 햄릿의 광기와 비슷하다"고 했다), 그리고 소련으로부터 트로츠키파로 몰렸던 해롤드 아이작스(Harold Isaacs)의 기사를 그가 게재해 준 적이 있다는 이유를 들어 경계했다. 래티모어 부부는 시베리아 횡단 철도에서 다섯 살 짜리 아들과 함께 2주를 보내고 1936년 3월 말 2주 동안 모스크바에 머물렀다. 소련 관리들은 태평양 관계 연구소(IPR)와 그 저널이 일본에 대한 집단적 안보 협정을 지지할 것을 래티모어에게 요구했고, 래티모어는 태평양 문제는 모든 국가의 의회, 심지어 일본에게도 그 책임의 의무가 있으며 정치적으로 누군가의 편을 들 수는 없다고 응답했다. 그리고 몽골 인민공화국을 방문할 수 있게 해 달라는 래티모어의 요청은 "몽골은 이제 끊임없이 전쟁을 치를 준비가 되어 있고, 그 정세나 여건이 매우 불안정하다"(Mongolia now is constantly ready for war and conditions are very unstable)는 이유로 거부되었다. 그리고 결국 소련의 학자들은 태평양 문제 연구소에 단 하나의 기사만을 보냈다.

(왼쪽부터) 필립 자페와 오언 래티모어, 주더 그리고 아그네스 자페(Agnes Jaffe). 1937년 6월 옌안에서 촬영된 사진이다.

뉴욕과 런던을 여행하고, 래티모어 일가는 1937년 베이징으로 돌아왔다. 오언 래티모어는 정치 평론지 '아메라시아'(Amerasia)의 취재 중이던 T.A. 비슨(T. A. Bisson)과 필립 자페(Philip Jaffé)의 통역으로 옌안에 있는 공산당 본부를 방문했다. 그곳에서 그는 마오쩌둥과 저우언라이를 만났다. 래티모어는 그들의 솔직함에 감명받았지만, 중국 전국의 소수민족을 위한 당의 학교를 방문한 경험이 별로 없었다. 그가 몽골어로 몽골인들과 대화하는 것을 보자 그의 중국 주최자들은 회의를 중단해 버렸다.
래티모어 일가는 1938년에 중국을 떠났다. 오언 래티모어는 6개월 동안 캘리포니아주 버클리에서 《중국 및 내륙아시아 변경들》(Inner Asian Frontiers of China)의 초안을 작성하고 태평양 담당 편집장으로 계속 근무했다. 편집자로서, 그는 훗날 래티모어를 호의적으로 평가했던 전기 작가 로버트 뉴먼(Robert Newman)조차도 "그의 생애에서 가장 심각한 실수"(the most serious error of his career)라고 부르게 될 발언을 하게 되는데, 독일과 일본과의 싸움에서 소련을 강화시켰다는 이유로 스탈린의 대숙청 재판을 칭찬하는 글을 썼으며, 그 인민재판을 두고 "나에게는 민주주의처럼 들린다"(sound to me like democracy)고 말했다고 알려져 있다. 이러한 오언 래티모어의 오판에는 의심할 여지 없이 당시 일본과 독일에 대한 국제공조를 강조하던 소련의 외교정책에 대한 대체적인 호평, 그리고 소련이 몽골의 자치를 지지해왔다는 래티모어의 해석이 영향을 미쳤다. 로버트 뉴먼은 "그럼에도 그것은 틀린 것이었다"고 결론을 내렸다.
오언 래티모어는 또한 곧 소련의 중국 진출을 반대하는 글을 썼다. 태평양 담당 편집장으로서 그는 국제 정세에 관해 균형잡힌 시선을 유지할 것으로 기대되었지만, 1940년 봄에 또 다른 저널에서 "우린 무엇보다도 일본을 중국에서 철수시키고 싶지만, 거기에 러시아를 개입시키고 싶지는 않다. 그렇다고 일본을 러시아의 품으로 몰아넣고 싶지도 않다."(Above all, while we want to get Japan out of China, we do not want to let Russia in. Nor do we want to 'drive Japan into the arms of Russia.')고 썼으며, 이어 "일본군의 (중국에 대한) 야만적 공격은 중국 공산당의 이념 교육이나 러시아의 영향력보다도 공산주의를 확산시키는 데 더 큰 기능을 하고 있다. 그것은 폭발적 아이디어가 작용할 수 있는 압력을 제공한다. 동시에 그것은 자본, 무역, 소작료 등 모든 종류의 중국의 부를 파괴하고, 결과적으로 공산주의에 가장 적대적인 중국 사회의 측면을 약화시킨다."(the savagery of the Japanese assault is doing more to spread Communism than the teaching of the Chinese Communists themselves or the influences of Russia. It supplies the pressure under which the detonative ideas can work. At the same time it destroys Chinese wealth of every kind—capital, trade, revenue from agricultural rent—thus weakening that side of Chinese society which is most antagonistic to Communism)고 하였다.

### 제2차 세계 대전
1941년 6월 나치 독일이 소련을 침공했고, 미국의 루스벨트 대통령은 오언 래티모어를 1년 반 동안 중국 국민당 당수 장제스의 특별 정치고문으로 임명해 파견하였다. 오언 래티모어는 중국내 소수민족들을 대표해서 중국이 소련의 소수민족 정책을 기반으로 하는 문화 자치 정책을 채택해야 한다고 주장했고, 이를 "소련의 가장 성공적인 정책 가운데 하나"(one of the most successful Soviet policies)로 간주했다. 그러나 그가 한 조언은 대부분 장제스의 측근 관료들에 의해 묵살되었는데, 왕충후이(王寵惠) 국방장관은 오언 래티모어가 신장과 외몽골에 대한 소련의 간섭을 과소평가하고 있다고 의심했던 것이다.
1942년 6월 1일 동서방협회(東西方協會)의 요청에 응해 연 강연에서 오언 래티모어는 당시 일본의 식민지로 있던 조선에 대한 문제를 두고 "조선은 일본 제국주의 침략사의 가장 추악하고 어두운 면을 보여주는 곳이다. 타이완(臺灣)과 헤이룽장(黑龍江) · 지린(吉林) · 랴오닝(遼寧) · 러허(熱河) 4성(省)의 중국인도 잠시 노예와 같은 운명을 맞고 있지만, 고토를 광복하려는 각지 인민의 희망은 단 하루도 사라진 적이 없었다. 일본은 조선에서 30여 년간이나 폭정을 계속하였다. 일본의 제국주의 정책은 한인들의 민족정신을 말살하고, 한국의 문화와 역사전통의 명맥을 완전히 끊어놓는 데 있다. 일본이 한국에서 시행하고 있는 모든 정책, 일거일동은 모두 한인들의 독립자유정신을 말살시키는 데 목적을 두고 있다. 일본의 한국통치가 이미 한 세대를 넘기면서, 한국의 신세대는 태어나면서부터 일본의 폭정에 시달려야 했다. 한국이 멸망한 이후에 출생한 신세대들도 죽음을 무릅쓰고 다시 자유를 되찾고자 하는 강한 열정과 의지를 지니고 있다."며, 일본이 중국과 조선 식민지를 잃을 정도로 패배하지 않을 것이라는 관측에 대해서는 "이런 견해를 가진 사람들은 대부분 중 · 한 두 나라 인민과 일본인에 대해 인식이 부족한 사람들이다. 중 · 한 두 나라 민족은 결코 소극적인 인민들이 아니다. 그들은 결코 다른 세력에게 쉽사리 휘둘릴 존재들이 아니다. 대만과 동북은 조만간 다시 중국의 판도에 포함될 것이다. 이런 결과는 단순히 중국이 전쟁에서 승리하고, 일본의 세력이 쇠약해짐으로써 비롯되는 것이 아니다. 중 · 한 두 나라 인민이 일본의 통치를 근본적으로 종식시킴으로써 나타나게 될 결과이다."라고 하였다. 또한 조선 독립의 방향에 대해 "조선문제는 큰 문제의 일부분이다. 일부에게 있어서 전쟁의 목적은 정의를 지키기 위한 것이지만, 또 다른 일부에게는 그렇지 않을 수 있다. 한국 독립 문제는 먼저 큰 문제를 해결한 뒤 결정해야 할 부분이다."라며 일본 제국주의가 내걸고 있던 대동아공영이라는 구호에 맞서 동맹국들에게 "이번 전쟁은 아시아 인민의 민주와 자유를 위한 전쟁"임을 부각시키고 인지시켜야 한다고 주장하였다.
1944년, 오언 래티모어는 전쟁 정보국(OWI)의 태평양 방면 작전 부장으로 임명되었다. 이때까지 오언 래티모어의 정치 활동과 그의 협회는 2년에 걸쳐 미국 FBI의 사찰을 받았는데, FBI는 국가 비상 사태의 경우 오언 래티모어를 구금에 처해야 한다고 권고하고 있었다.
루즈벨트 대통령의 요청에 따라, 그는 미국 부통령 헨리 월리스를 수행해, 1944년 미국 전쟁 정보국을 위해 시베리아, 중국, 몽골로 파견되었다. 이 여행은 Lauchlin Currie에 의해 준비되었는데, 그는 래티모어가 월리스와 동행할 것을 FDR에 추천했다. D-Day 상륙과 겹친 이번 방문에서 월리스와 그의 대표단은 25일간 시베리아에 머물며 콜리마에 있는 소련의 마가단 굴라그 수용소를 견학했다. 내셔널 지오그래픽에 기재한 여행기에서, 오언 래티모어는 허드슨 베이 회사와 테네시강 유역 개발 공사의 조합으로 그가 거의 보지 않은 것을 묘사하고, 수용소 지휘관 이반 니키쇼프(Ivan Nikishov)가 얼마나 강하고 잘 먹었는지를 언급하면서, "예술과 음악에 대한 훈련되고 예민한 흥미와 또한 깊은 시민의 책임감"(a trained and sensitive interest in art and music and also a deep sense of civic responsibility)을 보여주었다고 했다. 훗날 1968년 뉴 스테이츠맨(New Statesman)에게 쓴 편지에서, 라티모어는 자신을 변호하며 그때 자신의 역할은 "주최자에게 아부하는"(snoop on his hosts) 것이 아니었다고 주장했다. 이와는 대조적으로, 당시 수용소의 지휘관 Naftaly Frenkel은 "우리는 첫 3개월 동안 죄수로부터 모든 것을 짜내야 합니다. 그 뒤에는 우리에게 더 이상 죄수가 필요하지 않습니다."라고 말했다. 가혹한 노동과 최소한의 식량도 없는 체계는 대부분의 수용수들을 무기력한 "괴한들"(러시아어로는 dokhodyaga)로 전락시켰다(이는 국가의 상태에 따라 여건이 달랐다).
오언 래티모어는 대중국 무역에 대해 오랜 경험을 가진 제조업자로 IPR의 또 다른 구성원이었던 알프레드 콜버그(Alfred Kohlberg)와 차츰 분쟁을 일으켰는데, 그는 1943년 중국을 방문하고 장제스나 국민당 정부가 부패했다는 말은 거짓이라고 확신하게 되었다. 콜버그는 래티모어가 장제스에게 적대적인 반면 중국 공산당에 대해서 너무 동정적이라고 비난했다. 결국 1944년 콜버그는 래티모어와 결별해 IPR을 떠나 새로운 저널인 플레인 토크(Plain Talk)를 설립했고, 그곳에서 그는 태평양 문제에 대한 래티모어의 주장을 반박하려 했다. 1940년대 후반까지, 라티모어는 콜버그나 다른 차이나 로비(China Lobby)의 회원들의 표적이 되었다. 훗날 알프레드 콜버그는 조셉 매카시 상원의원의 조언자가 되었고, 매카시가 래티모어의 존재를 처음 인식하게 된 것도 콜버그를 통해서였을 가능성이 있다.
오언 래티모어는 1949년 8월에 미국 국무성에 대하여 극동정책 각서를 제출하였는데, 그 내용은
1. 미국은 극동에서 시기상조의 혹은 과도의 전략적 전진을 회피하여야 하며, 만일 전쟁이 발생한다면 북한·프랑스·인도·중국이 아닌 소련을 패퇴시킴으로써만 승리할 수 있을 것이다.
2. 만일 장기적인 평화가 존재하여야 한다면 평화 달성의 주요 요소는 미-소 관계의 안정일 것이다.
3. 소련과 상호 수락할 수 있는 협정이 성립된다면 미국의 극동정책은 미-소 교섭에 공헌할 수 있어야 할 것이다.

라고 주장하는 동시에,
1. 장제스 정권 지지 정책은 미국의 국익에 오히려 유해할 것이며 이 정책은 수정을 요한다.
2. 통상(通商) 단절과 같은 방법으로 중국을 경제적으로 강압할 수는 없는 것이다.
3. 일본을 미국 정책의 만족할만한 도구로 만들 수는 없을 것이다.
4. 남한은 미국 이익 내지 정책에 대하여 자산이기보다 부채이다.
5. 미국은 소련이 중심으로 직접 지배하고 과도의 전략적·경제적 부담을 담당하리라고 생각할 수는 없다. 아시아에 대한 주의 전환과 자원조사로 유럽에서의 소련의 양동력이 제한을 받으리라고 생각하는 것은 위험하다.

라고 지적하는 내용이었다. 1950년 4월 6일 미국 상원 외교위원회에서 행한 연설에서 오언 래티모어는 "미국은 한국에서 벌어지는 분규(좌우익 대립)에 지나치게 몰입하는 것을 삼가야 한다"고 주장하였고, 이에 대해 당시 주미 한국대사 장면(張勉)이 4월 8일 반박 성명서를 발표하기도 하였다. 7월 17일 신문에 발표한 기고문과 다음날 국무원 비망록에서도 래티모어는 "남한의 존재는 미국의 이익과 정책에 아무런 도움이 되지 못한다. 미국은 속히 한국에서 손을 떼야 한다"고 주장하였다.

### 간첩 혐의
한편, 래티모어에 대한 고발이 이루어졌고, 그것은 나중에 공개되었다. 1948년 12월 14일, 그리스 아테네 주재 소련 대사관의 전 책임자였던 알렉산드르 바르미네는 연방수사국 요원들에게 "소련의 GRU 국장 옌 카를로비치 베르진(Yan Karlovich Berzin)이 1937년에 래티모어는 소련 요원이라고 알렸다"고 고발했고, 1951년 미국 상원의 상원 내부 보안 분과 위원회(Senate Internal Security Subcommittee)에서 바르미네는 선서를 앞두고 다시 한 번 이를 고발하였다.

### 매카시즘과 의회 조사
1950년 3월, 타이딩 위원회의 간부회의에서, 조셉 맥카시 상원의원은 오언 래티모어가 미국 연방정부 또는 미국 국무부, 또는 양쪽 모두에서 소련의 최고 요원으로 암약했었다고 비난했다. 밀러드 타이딩스 상원의원이 위원장을 맡고 있던 이 위원회는 당시 조셉 매카시 의원이 주장하던 "미국 국무부에 소련의 간첩들이 대거 침투해 있다"는 것에 대한 진위를 조사하고 있었다. 이 비난이 언론에 유출되자 매카시는 라티모어가 간첩이라는 비난은 접었지만, 이후 위원회의 공개 회기와 연설에서 래티모어에 대한 공격을 계속했다.
래티모어는 매카시의 말에 따르면 '미국 국무부에서 자신의 막강한 권력에 대한 입장에 비추어 볼 때"(in view of his position of tremendous power at the State Department) "미국 극동정책의 '수립자'"('architect' of our Far Eastern policy)였고 "그의 목표가 미국적인 것인지 아니면 소련의 목적과 일치하는 것인지를 물었다"(aims are American aims or whether they coincide with the aims of Soviet Russia)고 말했다. 당시, 라티모어는 유엔 문화 사절단으로 아프가니스탄 카불에 있었다. 라티모어는 자신에 대한 혐의를 '헛소리'라고 일축하고 급히 미국으로 돌아와 타이딩스 위원회 앞에서 증언했다.
오언 래티모어에 대한 특정 간첩 행위의 증거가 없고 단지 '래티모어가 심정적 공산주의자였을 것'이라는 빈약한 증거만 가지고 있었던 매카시는, 1950년 4월 반공주의자로 공산당 기관지 《데일리 워커》(Daily Worker)의 전 편집장이었던 루이 부덴츠(Louis F. Budenz)를 설득해 그에게 관련 증언을 하게 했다. 하지만 부덴츠는 오언 래티모어가 공산주의에 충성했다는 혐의에 대해 직접적으로 아는 것이 없었고 FBI와의 광범위한 인터뷰에서 한 번도 그를 공산주의자라고 밝힌 적이 없었다. 더구나 부덴츠는 1947년 미국 국무부 조사관에게 오언 래티모어가 공산주의자임을 시사하는 어떤 사례도 자신은 기억하는 것이 없다고 증언했으며, 1949년 잡지 《콜리어》의 편집자에게도 (오언 래티모어는)"어떤 식으로든 공산주의자로 행동한 적이 없다"고 말했다.
그러나 부덴츠는 이번에는 "오언 래티모어는 비밀 공산주의자이기는 하지만 소련의 첩보원은 아니"(Lattimore was a secret Communist but not a Soviet agent)라고, 그는 소련의 외교 정책을 자주 도왔던 영향력 있는 인물이었다고 증언했다. 부덴츠는 과거 자신이 몸 담았던 공산당 지도부가 그에게 (오언 래티모어의)"큰 가치는 그가 소련의 것이 아닌 언어로 소련의 정책을 지지하는데 중점을 둘 수 있다는 사실에 있다"(great value lay in the fact that he could bring the emphasis in support of Soviet policy in non-Soviet language)고 말했다고 전했다. 타이딩스 위원회의 다수결 보고서는 래티모어에 대한 모든 혐의를 인정하지 않았고, 마이너리티 리포트는 부덴즈의 혐의를 인정했다.
라티모어는 매카시 의원의 우방인 팻 맥캘런(Pat McCarran) 상원 의원이 이끄는 상원 내부 보안 분과 위원회(Senate Internal Security Subcommittee)에 출석해 증언했다. 12일 간의 증언은 매카시의 주장을 지지하는 분과 위원회 위원들과 매카시 의원이 한편이 되어, 오언 래티모어의 반대편에서 맞붙는 함성으로 특징지어졌다. 라티모어는 사흘 만에 성명을 발표했다. 분과 위원회가 래티모어의 증언에 하나하나 시비를 걸면서 잦은 방해로 인해 지연이 발생했다. 그리고 나서 분과 위원회는 IPR의 기록을 가져다 종종 라티모어가 기억하지 못하는 발언까지 끄집어내며 질문하곤 했다. 여기서 부덴즈는 다시 증언에 나섰는데, 이번에는 라티모어가 공산당원이자 소련 요원이라고 주장했다.
분과 위원회는 다른 학자들까지 소환하였다. 니콜라스 포페(Nicholas Poppe)는 러시아 출신 망명자이자 몽골-티베트학 학자였는데, 그는 오언 래티모어를 공산주의자로 몰아가려는 분과 위원회의 소환 요구를 거부했다. 오언 래티모어에게 있어 가장 해로운 증언은 그의 워싱턴 대학 동료인 조지 테일러(George Taylor)의 지원을 받은 칼 아우구스트 비트포겔(Karl August Wittfogel)에게서 나왔다. 공산당원이었던 비트포겔은 오언 래티모어가 태평양 문제 저널의 주필로 있었을 때, 비트포겔 자신의 공산주의 배경을 래티모어도 알고 있었다고 증언했는데, 이 문제에 대해 서로 뭔가 직접적으로 말을 주고받지는 않았지만, 래티모어는 비트포겔에게 '알고 있다는 듯한 미소'(knowing smile)를 띠었다고 증언했던 것이다.
래티모어는 비트포겔이 자신으로 인해 뭔가 엄청난 생각을 했을 것이라고 인정하면서 그에게 보인 웃음이 있었다면 그것은 '비공산주의적인 미소'(non-Communist smile)였다고 말했다. 칼 아우구스트 비트포겔이나 조지 테일러는 오언 래티모어가 세계 공산주의를 최우선 과제로 격파할 필요성을 무시했다며 "자유 진영에 큰 해를 끼쳤다"(great harm to the free world)고 비난했다. 존 K 페어뱅크(John K. Fairbank)는 그의 회고록에서 비트포겔이 그런 증언을 한 것은 그가 강대국들로부터 용납될 수 없다는 이유로 독일을 떠나야 했던 과거 때문에 같은 실수를 두 번 저지르고 싶지 않았기 때문이었을 것이라고 암시했다. 그들은 또한 마르크스주의가 래티모어에 미친 영향은 그가 마르크스 사관에서 종종 언급되는 '봉건'(feudal)이라는 단어를 사용한 것으로 보인다고 주장했고, 래티모어는 마르크스주의자들이 '봉건'이라는 단어에 '특허'를 가지고 있다고 생각하지는 않는다고 반박했다.
오언 래티모어에게 씌워진 혐의에 대한 당시 미국 국회의원들 사이의 논쟁은 당시 한국의 《자유신문》, 《한성일보》에 보도되었는데, 분과 위원회 증언에서 오언 래티모어가 7개월 전 미국 국무부에 대하여 "극동에 있어서의 시기상조이거나 과대한 미국의 전략적 전개에 반대한다"고 건의하였다거나 "일본과 한국은 미국의 부채이며, 장제스 총통을 지지함은 백해무익한 것"이라고 시사하는 동시에 "한국에 있어서의 분규로부터 손을 뗄 것을 요청한 바 있다"고 말하였다는 것이 해당 신문을 통해 보도되었고, 한국의 지도자들은 오언 래티모어를 '포기 정책의 창도자(唱導者)'라고 비난하였다고 전하고 있다.
1952년, 분과 위원회는 17개월 동안 66명의 증인과 수천 건의 문서를 포함한 연구 및 청문회를 거친 후 226페이지 분량의 만장일치 최종 보고서를 발표했다. 이 보고서에는 "오웬 라티모어는 1930년대 초반부터 소련의 음모를 의식적으로 명확하게 표현한 도구였다"(Owen Lattimore was, from some time beginning in the 1930s, a conscious articulate instrument of the Soviet conspiracy)며 "최소한 다섯 가지 별개의 문제"(at least five separate matters)에 대해서는 오언 래티모어가 모든 사실을 말하지 않았다고 적혀 있다. 예를 들면 "증거가... 결론적으로 래티모어가 프레드릭 필드(Frederick V. Field)가 공산주의자라는 것을 알고 있었음을 보여준다.; 그는 이러한 정보를 알게 된 뒤에도 필드와 협력했고, 그는 필드와의 연관성에 대해 소위원회 앞에서 진실을 말하지 않았다."(The evidence... shows conclusively that Lattimore knew Frederick V. Field to be a Communist; that he collaborated with Field after he possessed this knowledge; and that he did not tell the truth before the subcommittee about this association with Field....)라는 것 등이었다.
1952년 2월 16일, 래티모어는 일곱 가지 혐의와 함께 위증죄로 기소되었다. 여섯 가지 혐의가 래티모어의 증언과 IPR 기록들 사이에 보이는 다양한 차이점들과 관련된 것들이었고, 마지막 일곱 번째는 "오언 래티모어가 의도적으로 분과 위원회를 기만하려 하고 있다"는 고발이었다. 아베 포르타스(Abe Fortas)와 같은 래티모어의 변호사들은 이러한 불일치는 1930년대에 일어났던 불가사의하고 애매한 문제들에 대한 고의적인 질문을 던진 매카시 의원 및 분과 위원회 소속 위원들로 인해 발생했다고 주장했다.
또한 조지 보아스(Johns Hopkins) 존스홉킨스대 철학과 교수의 발의로 1953년 1월 래티모어 방위기금(a Lattimore Defense Fund)이 방위비 분담금 마련을 위해 설립됐다.
그리고 3년 만에, 연방 판사 루터 영달(Luther Youngdahl)은 기술적인 이유로 래티모어에 대한 위증 혐의를 기각했다.(United States v. Lattimore, 127 F. Supp. 405 (D.D.C. 1955).) 오언 래티모어에게 붙은 혐의들 가운데 네 가지는 무의미하고 판단될 수 없는 것으로 치부되었다. 그가 공산주의에 동조하고 있다는 주장은 그 근거가 너무 모호해서 공평하게 대답할 수 없다는 이유로 부인되었다. 그리고 다른 사항들은 별로 중요하지 않은 문제였고, 배심원들이 유죄를 선고할 것 같지 않은 정치적 판단의 문제들이었다. 오언 래티모어는 그의 저서 《모략에 의한 시련》(Ordeal by Slander)에서 1950년까지의 해당 사건들에 대해 해명하였다.
전 FBI 요원이었던 윌리엄 C. 설리번(William C. Sullivan)은 1979년 그의 회고록에서 FBI 국장 후버의 가차없는 정보 수집 과정에서도 FBI는 끝내 오언 래티모어의 공산주의자 혐의에 대한 "실질적인 증거"를 발견하지 못했으며, 오언 래티모어에 대한 비난은 "터무니 없다"(ridiculous)고 말했다."

## 오언 래티모어의 유산

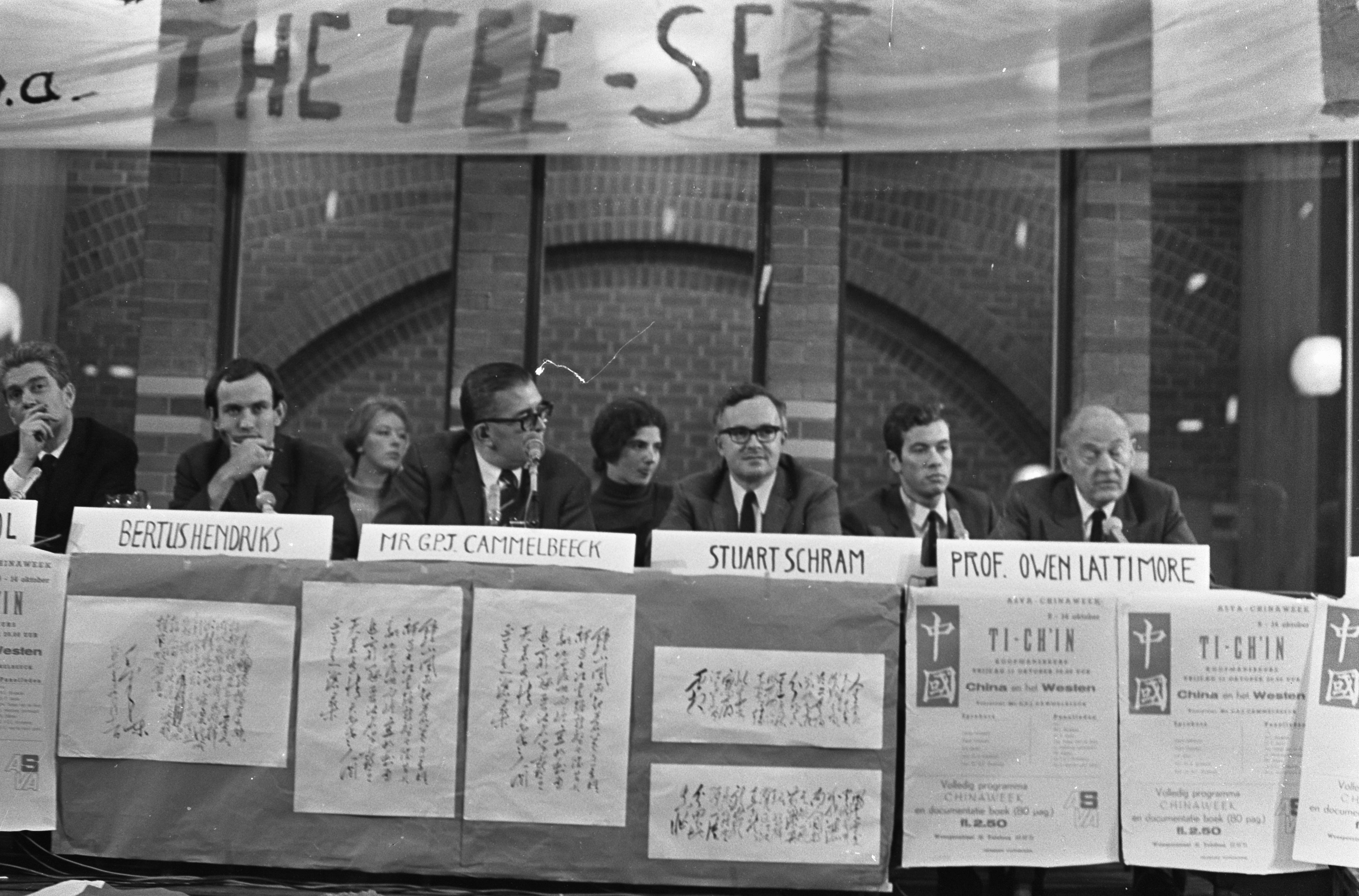
1967년 암스테르담(네덜란드)의 티친(Ti-Chin)에서. 왼쪽에서 오른쪽으로 K.S. 카롤(Karol Kewes), 베르투스 헨드릭스(Bertus Hendriks), 조지 캠멜백(George Cammelbeck), 스튜어트 슈람(Stuart Schram) 그리고 오언 래티모어.

1963년, 그는 존스 홉킨스 대학에서 새롭게 개설된 중국학과(현재의 동아시아학)에 영입되었다. 그는 중국학을 개설한 것 외에도 몽골학을 진흥시켜 1968년 리즈 대학과 몽골의 좋은 관계를 구축하였으며, 몽골학 프로그램을 수립했다. 이후 1970년 명예교수로써 은퇴할 때까지 리즈 대학에 남아 있었다.
1984년 리즈 대학은 명예 교수 오언 래티모어에게 문학박사(DLitt) 학위를 수여했다.
오언 래티모어는 몽골의 역사와 문화에 대한 연구를 더 진행하기 위한 연구 센터를 설립하는 데 평생을 헌신했다. 1979년 그는 서양인으로써는 최초로 몽골 공화국이 외국인에게 주는 최고상인 북극성 훈장을 받았다. 몽골의 수도인 울란바토르에 있는 주립 박물관은 1986년 새로 발견된 공룡 화석에 그의 이름을 붙였다.
미국몽골연구센터는 국제몽골학회, 국립외국어대학교와 공동으로 「오웬 래티모어: 내아시아 연구의 과거, 현재, 미래」(wen Lattimore: The Past, Present, and Future of Inner Asian Studies)라는 주제로 2008년 8월 20일부터 21일까지 학술회의를 개최하였다.
반공주의 미국 좌파의 낭만적인 인물들은 외교 정책에 있어서 오언 래티모어가 끼친 영향에 대해 엇갈린 평가를 내놓았다. 아서 슐레신저 주니어(Arthur Schlesinger, Jr.)는 오언 래티모어가 소련의 스파이는 아니었을지 몰라도 공산주의 이념에 심취한 동조자였을 것이라고 생각했고, 시드니 후크(Sidney Hook)는 이와 비슷하게 오언 래티모어를 향해 "아시아 문제에 관한 공산당 계열의 일탈적이고 능숙한 추종자"(a devious and skillful follower of the Communist Party line on Asian affairs)라고 주장했다.

### 오언 래티모어의 이론
한 역사학자는 "현대의 역사학자, 인류학자, 고고학자들이 래티모어의 많은 주장을 수정했지만, 그들은 여전히 그의 통찰력에 의존하고 있다. 래티모어가 다루고 있는 모든 주제는 세계 역사학자들에게 계속 영감을 주고 있다."(Modern historians, anthropologists, and archaeologists have revised many of Lattimore’s arguments, but they still rely on his insights. All of the themes addressed by Lattimore continue to inspire world historians today)고 평했다. 저서 《중국 역사지리에 대한 내륙아시아 접근법》(An Inner Asian Approach to the Historical Geography of China, 1947년)에서, 오언 래티모어는 인류가 환경에 영향을 미치고 그에 의해 변화되는 시스템을 탐구했고, 문명은 환경에 대한 그 자체의 영향에 의해 형성된다(civilization is molded by its own impact on the environment)는 결론을 내렸다. 이에 대해 그는 다음과 같은 패턴을 나열하고 있다.
1. 원시 사회는 몇몇 농업 활동을 추구하지만, 그것이 많은 한계를 가지고 있다는 것을 알고 있다.
2. 사회는 성장하고 진화하면서 주변 환경을 바꾸기 시작한다. 예를 들어, 사냥감과 야생 작물의 감소에 따라, 동식물을 길들이기 시작하고(농경이나 목축), 이러한 활동들을 위한 공간을 만들기 위해 숲을 파괴한다.
3. 변화한 환경은 그들에게 새로운 기회를 제공한다. 예를 들어 동식물을 길들이기 위해 파괴한 숲이 초원이 된다.
4. 사회는 이에 대응하여 변화하고, 새로운 사회로서 새로운 기회에 반응한다. 예를 들어, 한때 유목민이었던 사람들은 영구적인 정착지를 건설하고 수렵-채집 문화에서 농경 사회 문화로 전환한다.
5. 상호적인 프로세스는 계속 진행되며 서로에게 새로운 변형을 제공한다.

## 저서
- 1928: The Desert Road to Turkestan. London: Methuen, 1928. ISBN 0404038875. 373 pages.
  - Reprinted: Boston: Little Brown, 1929. New York: Kodansha International, 1995.
- 1930: High Tartary. Boston: Little Brown, 1930.
  - Reprinted: New York: Kodansha International, 1994.
- 1932: Manchuria: Cradle of Conflict. New York: Macmillan, 1932. Revised in 1935.
- 1933: “The Unknown Frontier of Manchuria”. Foreign Affairs, Vol. 11, No. 2, January 1933.
- 1934: Empire in the East. Doubleday Doran, 1934. Institute of Pacific Relations, American Council. ISBN 9780836918632. 322 pages.
- 1934: The Mongols of Manchuria: Their Tribal Divisions, Geographical Distribution, Historical Relations With Manchus And Chinese, And Present Political Problems. New York: John Day, 1934. With maps.
  - Reprinted: New York: H. Fertig, 1969.
- 1934: "China and the Barbarians," in Joseph Barnes, ed. Empire In The East. : Doubleday, 1934.
  - Reprinted: 1970 ISBN 0-8369-1863-0.
- 1935: "On the Wickedness of Being Nomads". T'ien Hsia Monthly, Vol 1, No 1, August 1935, Pgs 47-62.
- 1940: Inner Asian Frontiers of China. New York: American Geographical Society, 1940. — This study was written in conjunction with the Secretariat of the Institute of Pacific Relations as a report for its International research series.
  - Reprinted: Boston: Beacon Press, 1967.
- 1941: Mongol Journeys. New York: Doubleday Doran, 1941.
- 1941: “Stalemate in China”. Foreign Affairs, Vol. 19, No. 3, April 1941.
- 1942: “The Fight for Democracy in Asia”. Foreign Affairs, Vol. 20, No. 4, July 1942.
- 1942: “China Opens Her Wild West”. Washington, D.C.: National Geographic Society, Vol. 182, No. 3, September 1942.
- 1943: America and Asia: Problems of Today’s War and the Peace of Tomorrow. Claremont, California: Claremont Colleges, 1943. Foreword by Admiral Harry E. Yarnell.
- 1944: The Making of Modern China: A Short History. New York: W. W. Norton, 1944. With Eleanor Holgate Lattimore. 212 pages.
  - Reprinted: Washington, D.C.: Infantry Journal, 1944.
- 1945: Solution in Asia. Boston: Little Brown, 1945. ISBN 9780404106355. 214 pages.
- 1947: “An Inner Asian Approach to the Historical Geography of China”. Great Britain: Geographical Journal, Vol. 110, No. 4/6 (October/December 1947), pp. 180–187
- 1947: China: A Short History. New York: W. W. Norton. Revised edition, 1947. With Eleanor Holgate Lattimore.
- 1949: The Situation in Asia. Boston:  Little Brown, 1949.
- 1950: Pivot of Asia: Sinkiang and the Inner Asian frontiers of China and Russia. Boston: Little Brown, 1950.
- 1950: Ordeal by Slander. Boston: Little Brown, 1950. OCLC 466941. 236 pages.
  - Reprinted: New York: Carroll & Graf, 2004. Introduction by Blanche Wiessen Cook, preface by David Lattimore.
- 1953: “The New Political Geography of Inner Asia”. Great Britain: Geographical Journal, Vol. CXIX, Part 1, March 1953.
  - Reprinted: London: William Clowes and Sons.
- 1955: Nationalism and Revolution in Mongolia. New York: Oxford University Press, 1955. 186 pages. Co-authored with Sh. Nachukdorgi.
- 1962: Nomads and Commissars: Mongolia Revisited. New York: Oxford University Press, 1962. ISBN 9781258191566. 272 pages.
- 1962: Studies in Frontier History: Collected Papers, 1928–1958. London; New York: Oxford University Press, 1962. 565 pages. Published simultaneously in Paris by Mouton.
- 1964: From China, Looking Outward: An Inaugural Lecture. Leeds: Leeds University Press,  1964. 29 pages.
- 1968: Silks, Spices, and Empire: Asia Seen Through the Eyes of Its Discoverers. New York: Delacorte, 1968. With Eleanor Holgate Lattimore.
- 1970: History and Revolution in China. Lund: Studentlitteratur, 1970. 46 pages.
- 1982: The Diluv Khutagt: Memoirs and Autobiography of a Mongol Buddhist Reincarnation in Religion and Revolution. Wiesbaden: O. Harrassowitz, 1982. ISBN 3447022213. 279 pages.
- 1990: China Memoirs: Chiang Kai-shek and the War against Japan. Tokyo: University of Tokyo Press, 1990. ISBN 9780860084686. 252 pages. Compiled by Fujiko Isono.
  - Japanese translation available.

한국에는 오언 래티모어의 저작 가운데 《근대 중국의 형성사》(원제: The Making of Modern China: A Short History)와 《중국통사》만이 1984년에 번역되었다.